# Asobo Studio
Asobo Studio è un'azienda francese dedita allo sviluppo di videogiochi con sede nella città di Bordeaux, fondata nel 2002 da un gruppo di dodici sviluppatori.

## Storia
Asobo Studio è stato fondato il 17 ottobre 2002 da un gruppo composto da dodici sviluppatori; nel 2003 ha dato alla luce il suo primo videogioco, Super Farm, pubblicato da Ignition Entertainment in esclusiva per PlayStation 2.
Nel 2007 l'azienda è stata scelta da Pixar per realizzare il videogioco basato sul film animato Ratatouille, uscito su tutte le console di settima generazione; successivamente ha iniziato una collaborazione fissa con Pixar, sviluppando titoli come WALL•E, Up e Toy Story 3.
Nel 2008 ha annunciato l'uscita di un videogioco di guida, Fuel, mentre nel 2014 ha collaborato allo sviluppo della versione per Xbox 360 di The Crew.
Nel 2019 ha lanciato A Plague Tale: Innocence per Playstation 4, Xbox One e Windows, il quale ha avuto un seguito dal titolo A Plague Tale: Requiem, uscito nel 2022 per PlayStation 5, Xbox Series X/S e Windows.
Nel 2020 ha collaborato con Microsoft per la realizzazione della nuova versione di Microsoft Flight Simulator.

## Videogiochi
- Super Farm - (2003), PlayStation 2
- Sitting Ducks - (2004), PlayStation 2, Xbox e Microsoft Windows
- The Mummy: The Animated Series - (2004), PlayStation 2 e Microsoft Windows
- Nemesis Strike - (2005), PlayStation 2, Xbox e Microsoft Windows
- Garfield: A Tail of Two Kitties - (2006), PlayStation 2 e Microsoft Windows
- Ratatouille - (2007), PlayStation 2, Xbox, Microsoft Windows, macOS, Nintendo Wii e Nintendo GameCube
- WALL•E - (2008), PlayStation 2, Microsoft Windows, macOS e Playstation Portable
- Fuel - (2009), PlayStation 3, Xbox 360 e Microsoft Windows
- Up - (2009), PlayStation 2, Microsoft Windows, macOS e Playstation Portable
- Racket Sports Party - (2010), Nintendo Wii
- Toy Story 3: Il videogioco - (2010), PlayStation 2 e Playstation Portable
- Racket Sports - (2010), Playstation 3
- Kinect Rush: un'avventura Disney-Pixar - (2012), Microsoft Windows, Xbox 360 e Xbox One
- The Crew - (2014), Xbox 360
- Monopoly Plus - (2014), Microsoft Windows, Xbox 360, Playstation 3, Xbox One, Playstation 4 e Nintendo Switch
- Fragments – HoloLens - (2016), Microsoft Windows
- Young Conker – HoloLens - (2016), Microsoft Windows
- ReCore - (2016), Microsoft Windows e Xbox One
- Disneyland Adventures - (2017), Microsoft Windows e Xbox One
- Zoo Tycoon: Ultimate Animal Collection - (2017), Microsoft Windows e Xbox One
- A Plague Tale: Innocence - (2019), Playstation 4, Xbox One e Microsoft Windows
- Microsoft Flight Simulator - (2020), Microsoft Windows e Xbox Series X
- A Plague Tale: Requiem - (2022), Microsoft Windows, PlayStation 5 e Xbox Series X/S